# Hajwala 2: Mysterious Mission
Hajwala 2: Mysterious Mission è un film del 2018 diretto da Ibrahim Bin Mohamed e Hasan Aljaberi.
Nel 2016 era uscito l'antefatto Hajwala: The Missing Engine.